# El Poblado (Medellín)
La Comuna n.º 14 El Poblado es una de las 16 comunas de Medellín, capital del Departamento de Antioquia.
Se encuentra ubicada en la zona suroriental. Limita por el norte con el corregimiento de Santa Elena y con las comunas La Candelaria (n.º 10), Buenos Aires (n.º 9); por el oriente con el corregimiento de Santa Elena; por el sur con el municipio de Envigado y por el occidente con la Comuna n.º 15 Guayabal. 

## Historia

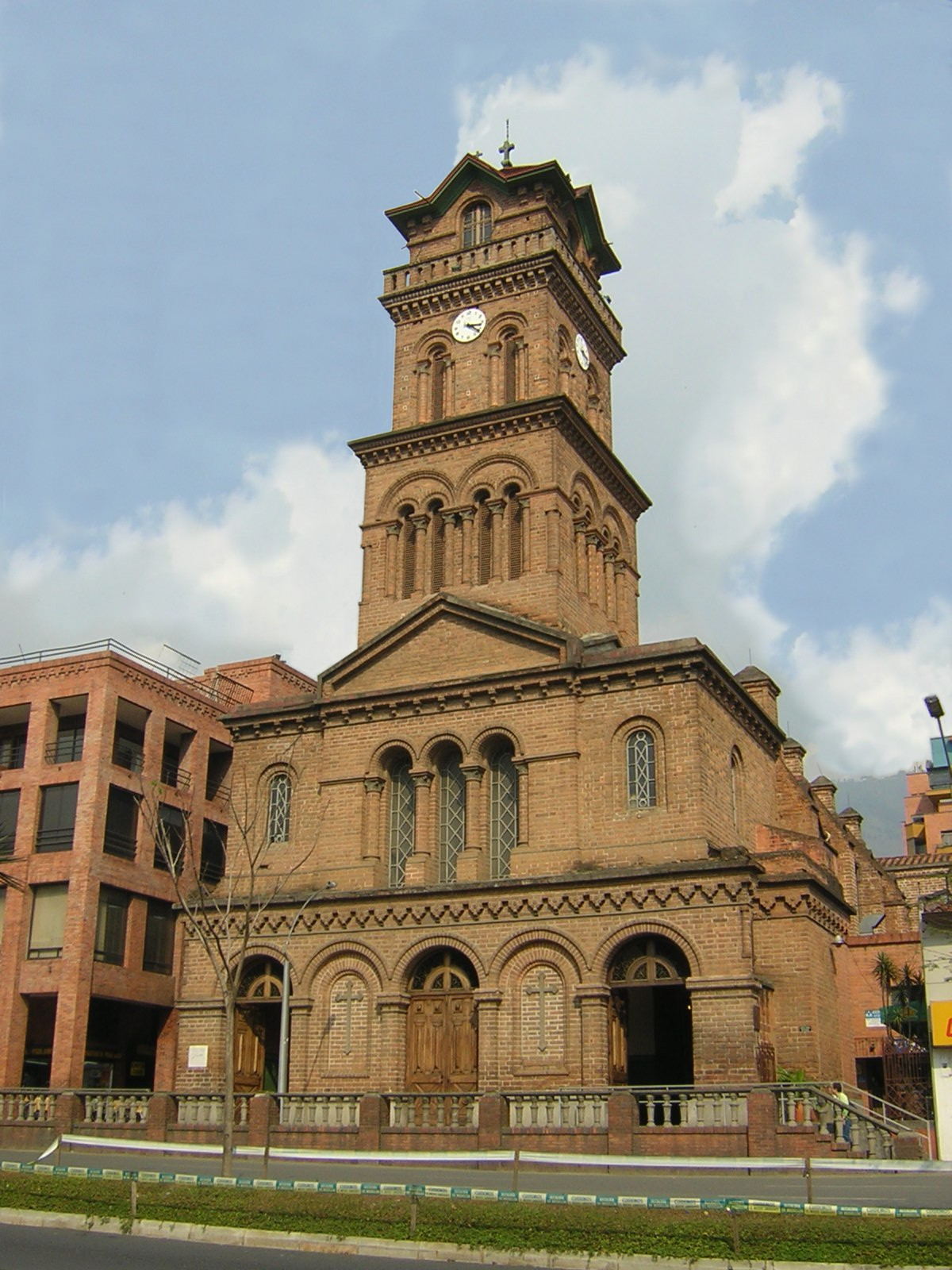
Iglesia de San José del Poblado, ubicada en el Parque El Poblado.

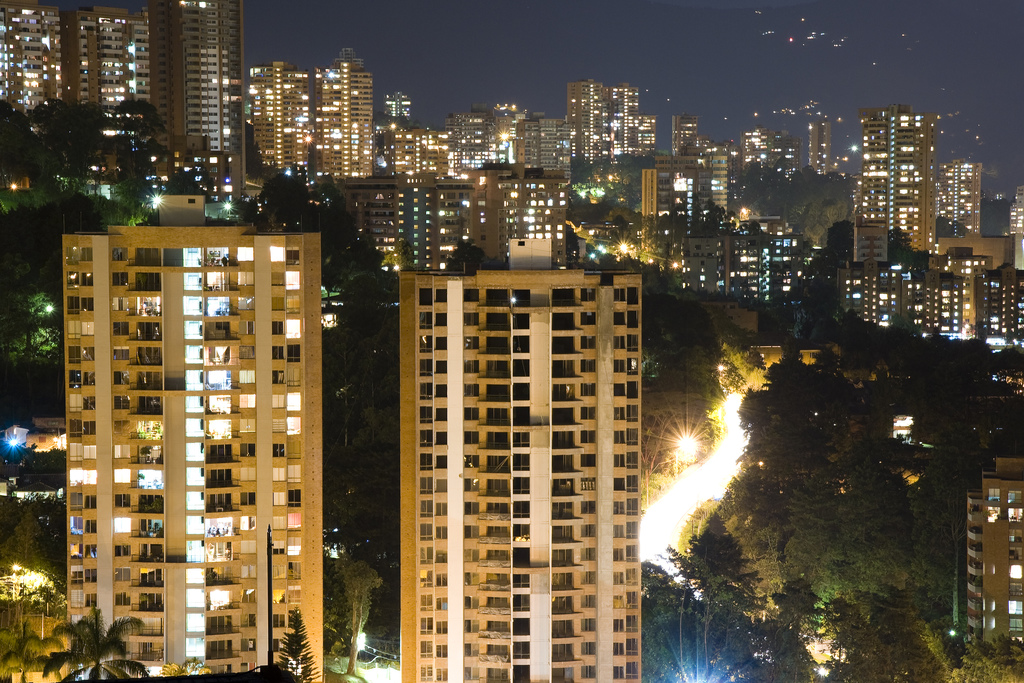
El Poblado en la noche.

En el lugar que hoy se conoce como el parque de El Poblado, el visitador Francisco Herrera y Campuzano, apoyado en Real Cédula, decretó en esta fecha la fundación del primer poblado con 80 indígenas con el nombre de San Lorenzo de Aburrá.
Luego de que Medellín se refundara en 1675 en lo que hoy es el Parque de Berrío, El Poblado pasó a ser el centro de una amplia zona rural que servía de área de producción para el abastecimiento de la nueva población, situación que duró bastante tiempo, ya que la ciudad se extendió poco hacia la comuna El Poblado.
Con el tiempo, la zona fue convirtiéndose paulatinamente en un sector de fincas de recreo y su cabecera en un pequeño polo de servicios para esas fincas. El sistema vial era rudimentario; la siguiente etapa fue la del comienzo de la parcelación de las grandes fincas. Con la construcción, pavimentación y rectificación de la avenida Medellín - Poblado - Envigado se configuró como una zona de vivienda campestre.

## Geografía
La comuna del Poblado tiene una extensión de 1 432.58 hectáreas, equivalentes al 39 % del total de la ciudad. 
Su topografía en general es suave, ondulada, con pendientes entre el 10 % y 25 % y las pendientes más fuertes varían de 25 a 60 %, tiene un relieve abrupto, con crestas o cimas poco redondeadas, cerros bajos con laderas poco disertadas.
Las quebradas principales como La Presidenta y La Aguacatala, presentan disección profunda —hasta 40 metros—, lo que ocasiona gran inestabilidad en sus vertientes. Otra característica de estos terrenos son las zonas pantanosas y cenagosas, donde la reptación de los terrenos hacia los cauces ha formado topografías cerradas.

## Demografía
| Rango de edad | n.º de habitantes | % Porcentaje |
| ------------- | ----------------- | ------------ |
| 0 - 14        | 63 416            | 30.3         |
| 15 - 39       | 97 328            | 39.4         |
| 40 - 64       | 28 775            | 24.4         |
| 65 y más      | 5 385             | 5.6          |
| Total         | 194 704           | 100.0        |

De acuerdo con las cifras presentadas por el Anuario Estadístico de Medellín de 2005, El Poblado cuenta con una población de 194 704 habitantes, de los cuales 96 243 son hombres y 98 561 son mujeres. Como puede observarse en el cuadro, la gran mayoría de la población está por debajo de los 39 años (63.9 %) del cual el mayor porcentaje lo aporta la población adulta joven (39.4 %) con rango de edad de 15 a 39 años. Sólo un 5.6 % representa a los habitantes mayores de 65 años es decir la población de la tercera edad.
Según las cifras presentadas por la Encuesta Calidad de Vida 2005 el estrato socioeconómico que predomina en El Poblado es el 6 (alto), el cual comprende el 66.5 % de las viviendas; seguido por el estrato 5 (medio-alto), que corresponde al 27.5 %; estas condiciones socioeconómicas caracterizan la totalidad de los barrios de esta comuna, con excepción de algunos sectores que presentan un significativo número de viviendas, el estrato 4 (medio) corresponde al 4.2 % y en los estratos 3 (medio-bajo) con el 1.3 % y 2 (bajo) con el 0.5 %.
El Poblado, se extiende en una superficie de 1 432,58 hectáreas, con una densidad de 17 855.26 habitantes por hectárea uno de los más altos de la ciudad.

### Etnografía
Según las cifras presentadas por el DANE del censo 2005, la composición etnográfica de la comuna es: 
- Raizal, palenquero, negro, mulato, afrocolombiano o afrodescendiente. (1,6 %)
- Indígenas (0 %)

El resto de la población se auto reconoce de otra manera.

## División

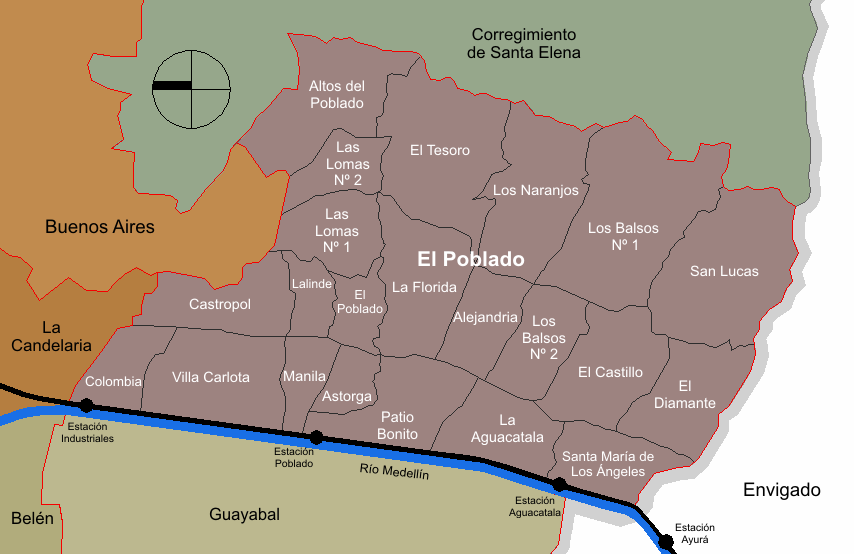
El Poblado, división barrial.

La zona se compone de 24 Barrios 
| - El Guamal - Barrio Colombia - Villa Carlota - Ciudad del Río - Castropol - Lalinde - Las Lomas n.º 1 - Las Lomas n.º 2 - Altos del Poblado - El Tesoro - Los Naranjos - Los Balsos n.º 1 - San Lucas | - El Diamante n.º 2 - El Castillo - Los Balsos n.º 2 - Alejandría - La Florida - El Poblado (Provenza) - Manila - Astorga - Patio Bonito - La Aguacatala - Santa María de Los Ángeles |

## Infraestructura vial y transporte

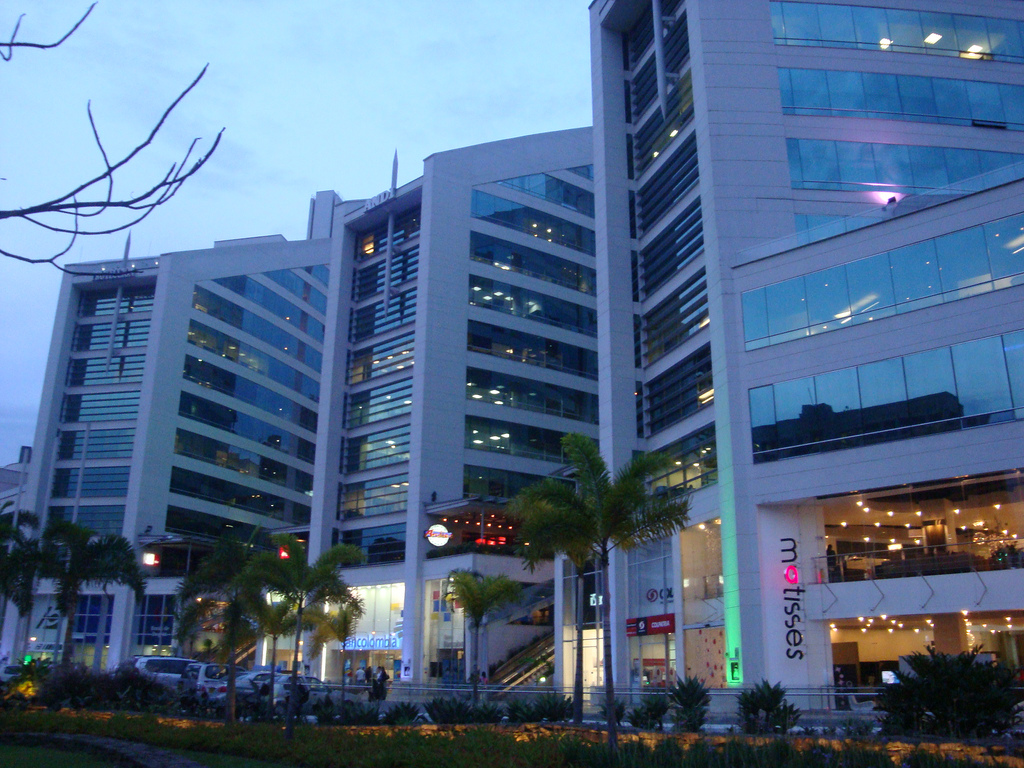
Complejo San Fernando Plaza.

La estructura vial de esta comuna se caracteriza por un sistema arterial en la dirección vial, compuesto por el sistema del Río Medellín, las avenidas Las Vegas y El Poblado-Envigado y dos vías colectoras básicas, como son las transversales Superior e Inferior. En dirección oriente a occidente, este sistema tiene muy poca longitud debido a las limitaciones topográficas; solamente las calles 10, 14, 5 Sur y la Loma de los Balsos tienen continuidad hasta la parte oriental de la comuna. Las comunicaciones con el occidente de la ciudad se hacen a través de puentes sobre el Río Medellín en las calles 37, 29, 10, 12 y 4 sur.
Como resultado del desarrollo urbanístico de El Poblado, en las últimas décadas se tiene una infraestructura vial realizada parcialmente, perdiendo de esta forma el sistema su eficiencia en la circunvalar vehicular. En resumen, el sistema vial actual es precario y no permite resolver con efectividad la circulación interna y su conexión con la ciudad y los barrios de Medellín.
En los actuales momentos se presenta un flujo constante de población que se desplaza hacia esta comuna por motivos de trabajo originado por las actividades que allí se desarrollan. Adicionalmente, en los últimos años la dinámica de la construcción en El Poblado ha incrementado la demanda de transporte público hacia el sector; parte de esta demanda se satisface por medio de las rutas metropolitanas que sirven a los municipios de Envigado y Sabaneta y que atraviesan la comuna.
Las rutas que cubren el transporte público en El Poblado son seis: 130 (Poblado), 132 (Poblado-Éxito), 133 (San Lucas directo) y 134 (Intercontinental-Las Lomas), 135 (San Lucas Campestre), 136 (San Lucas Palmas). Estas rutas hacen recorridos que van directamente al centro de la ciudad, utilizando las vías de mayores especificaciones y posibilidades operativas en la circulación del parque automotor; adicionalmente, existen rutas que prestan servicio como alimentadoras al sistema Metro de la ciudad; estas rutas son: 130i desde la Estación Industriales, 133i, 134i y 134ii Chuscalito desde la Estación Poblado y 132i, 133ii, 133iiA desde la Estación Aguacatala.

## Sitios de interés
- Iglesia de San José del Poblado
- Museo El Castillo

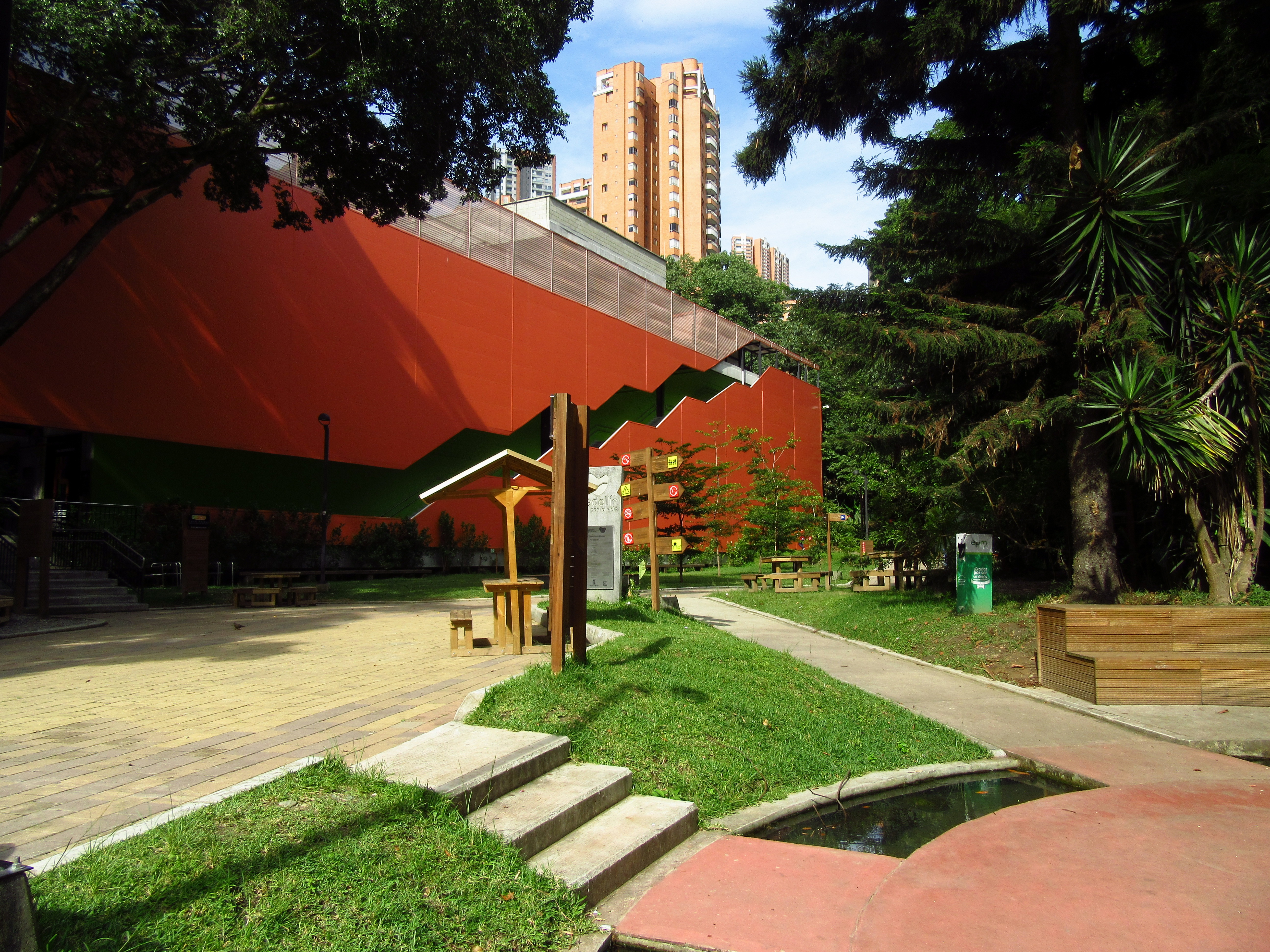
Sede de Telemedellín desde el canal parque Gabriel García Márquez.

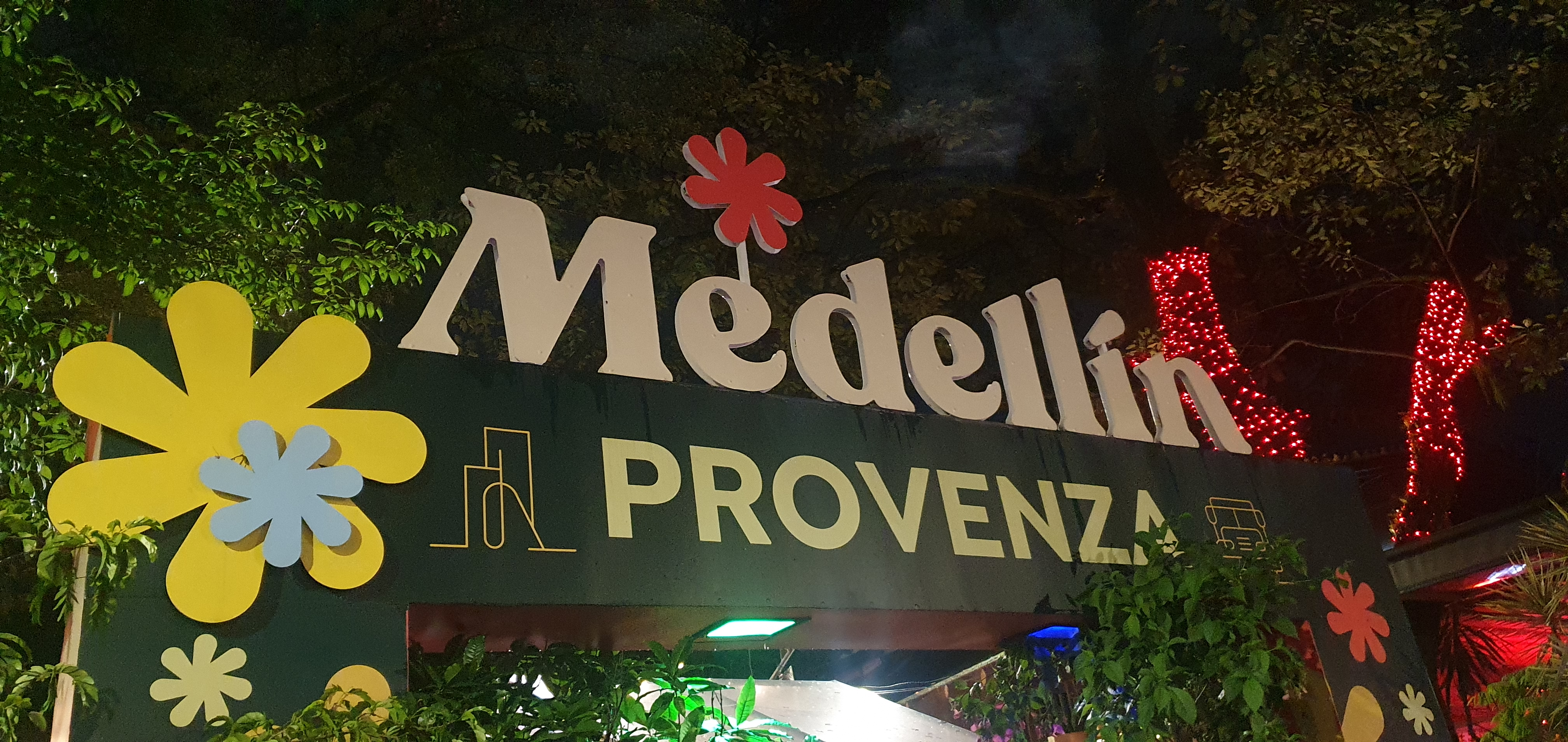
Provenza

- Parque Lleras y su Zona Rosa (Provenza)
- Milla de Oro de Medellín y sus centros comerciales
- Centro Comercial Oviedo
- Centro Comercial Santafé
- Parque Lineal La Presidenta
- Calle de la Buena Mesa
- Parque de El Poblado
- Politécnico Colombiano Jaime Isaza Cadavid
- INEM José Félix de Restrepo
- Universidad CES
- Universidad EAFIT
- Telemedellín (Canal Parque: Gabriel García Márquez)
- Centro Comercial El Tesoro